# The Works (Bananarama)
The Works è una tripla raccolta rimasterizzata  del gruppo musicale britannico Bananarama, pubblicato il 5 novembre 2007, per celebrare il 25ennale del gruppo.

## Descrizione
La raccolta ripercorre l'intera carriera musicale della band, dal 1981 al 1993. La tripla compilation comprende 48 tracce ed è stata pubblicata dall'etichetta Rhino Records (che ha rilevato i diritti della casa discografica storica del gruppo, la London Records), il 5 novembre del 2007, per festeggiare il 25 anniversario della band.
L'ampia collection include moltissimo materiale, tra singoli di successo (immancabili la Numero 1 USA Venus e la Top 10 internazionale Cruel Summer - quest'ultima compare in due versioni, quella originale del 1983 e quella remix del 1989 - forse i due brani in assoluto più conosciuti delle Bananarama), hit minori, brani tratti dai vari album di studio e lati B all'epoca inediti, coprendo approssimativamente la prima decade della carriera del gruppo (passando dal trio iniziale del 1981, con Siobhan Fahey, alla formazione successiva, con Jacquie O'Sullivan, a partire dal 1988, fino ad arrivare al primo periodo di attività del duo, nel biennio 1992-1993, successivo all'abbandono della O'Sullivan, quando le due fondatrici, Sara Dallin e Keren Woodward, hanno deciso di proseguire da sole).
Nel dettaglio, i 48 brani sono tratti dalle session dei 6 album di studio delle Bananarama che la Rhino Records ha già provveduto a ristampare, in edizioni rimasterizzate e con bonus tracks, in formato compact disc, nello stesso 2007: Deep Sea Skiving del 1983, Bananarama del 1984, True Confessions del 1986 e Wow! del 1987, tutti incisi con Siobhan; The Greatest Hits Collection del 1988 e Pop Life del 1991, realizzati con Jacquie; e Please Yourself del 1992, il primo album come duo. A questi, bisogna aggiungere tre chicche: il singolo realizzato per la pubblicità giapponese di un motociclo, He's Got Tact, la citata versione remix Cruel Summer '89  e la rara colonna sonora portante dell'omonimo film The Wild Life (inclusa anche, ma per un periodo limitato, in un'edizione americana del secondo omonimo album della band, Bananarama del 1984).

## Tracce

### CD 1
1. He Was Really Sayin' Somethin' (con i Fun Boy Three) (*)
2. Shy Boy (*)
3. Na Na Hey Hey Kiss Him Goodbye (*)
4. Cruel Summer (**)
5. Robert DeNiro's Waiting (**)
6. Cheers Then (*)
7. Rough Justice (**)
8. Hot Line to Heaven (7" version) (**)
9. Wish You Were Here (*)
10. Through a Child's Eyes (**)
11. Aie a Mwana (*)
12. He's Got Tact [singolo giapponese]
13. Young at Heart (*)
14. King of the Jungle (**)
15. State I'm In (**)
16. The Wild Life (**)

N.B. Album di provenienza: (*) Deep Sea Skiving (1983); (**) Bananarama (1984).

### CD 2
1. Venus (***)
2. Love in the First Degree (****)
3. I Want You Back (single version) (§)
4. I Heard a Rumour (****)
5. A Trick of the Night (***)
6. Do Not Disturb (***)
7. I Can't Help It (****)
8. More Than Physical (***)
9. White Train [lato B di Venus]
10. True Confessions (***)
11. Set on You [singolo americano e lato B di A Trick of the Night]
12. Clean Cut Boy (Party Size) [dalle session di ****]
13. Mr. Sleaze [dalle session di ****]
14. Bad for Me (****)
15. Once in a Lifetime (****)
16. Ecstasy (Wild Style) [dalle session di ****]

N.B. Album di provenienza: (***) True Confessions (1986); (****) Wow! (1987); (§) The Greatest Hits Collection (1988).

### CD 3
1. Help! (§)
2. Nathan Jones (single version) (§)
3. Love, Truth and Honesty (§)
4. Cruel Summer '89
5. Preacher Man (#)
6. More, More, More (+)
7. Only Your Love (#)
8. Long Train Running (#)
9. Movin' On (+)
10. Last Thing on My Mind (+)
11. Is Your Love Strong Enough (#)
12. Tripping on Your Love (single mix) (#)
13. Ain't No Cure (#)
14. Outta Sight (#)
15. Give It All Up for Love (+)
16. Is She Good to You (+)

N.B. Album di provenienza: (§) The Greatest Hits Collection (1988); (#) Pop Life (1991); (+) Please Yourself (1992).